# Жуламансай (разъезд)
Жуламансай — разъезд (тип населённого пункта) в Адамовском районе Оренбургской области. Входит в состав Юбилейного сельсовета.

## География
Находится в восточной части региона, в подзоне типчаково-ковыльных степей, у реки Жуламансай.
Климат
Климат характеризуется как резко континентальный с морозной зимой и жарким летом. Среднегодовая температура воздуха составляет 1,5 °C . Абсолютный максимум температуры воздуха составляет 42 °C; абсолютный минимум — −42 °C. Среднегодовое количество атмосферных осадков составляет 280—330 мм. При этом около 75 % осадков выпадает в тёплый период. Снежный покров держится в среднем около 152 дней в году.

## История
Разъезд основан в 1928 году при строительстве Троицко-Орской железнодорожной линии.

## Население
| 2010 |
| ---- |
| 27   |

Национальный состав
Согласно результатам переписи 2002 года, в национальной структуре населения
казахи составляли 75 % из 47 чел.

## Инфраструктура
Путевое хозяйство Южно-Уральской железной дороги. Действует остановочный пункт 419 километр.
Ежедневно ходит электричка 6611 «Айдырля — Орск». Автодорога 53К-4301000 «Оренбург — Орск».